# Tonomètre

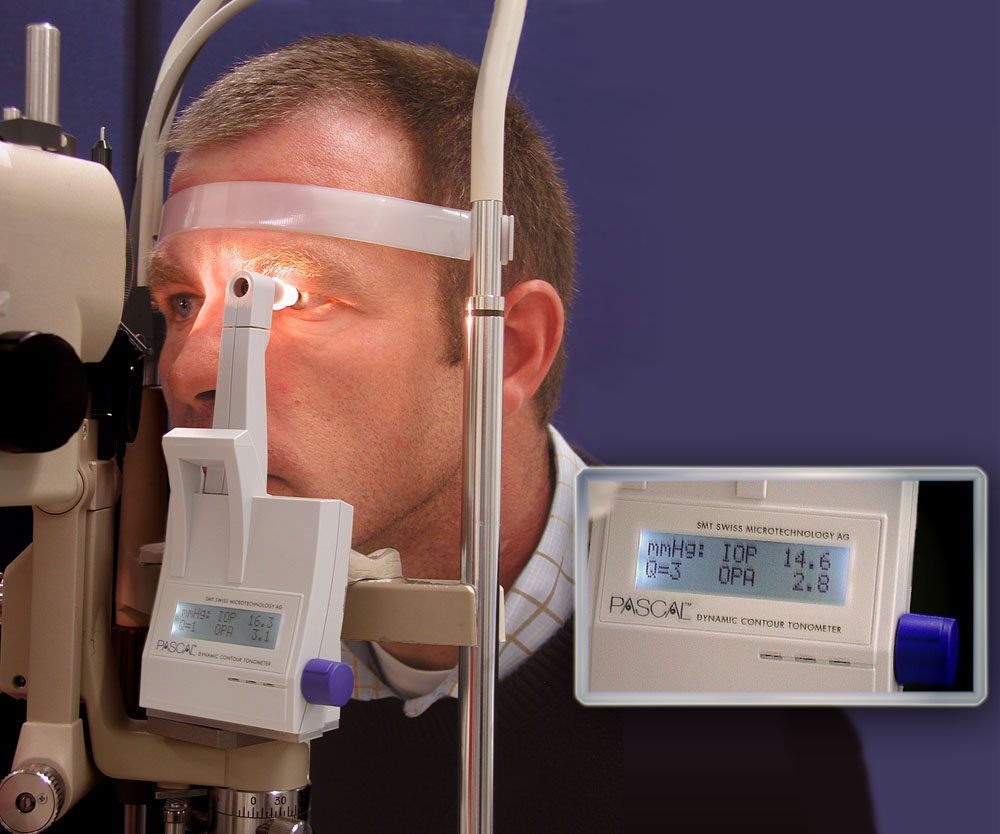
tonomètre dynamique de contour

Le tonomètre est un équipement médical utilisé par l'ophtalmologiste, cet appareil permet de mesurer la pression intra-oculaire.

## Types d'appareils
Tonomètre à air (tonomètre sans contact)
Un jet d'air est projeté sur la cornée, qui est déformée par la force du jet. L'appareil doit prendre trois fois la même mesure puis faire une moyenne. La méthode est peu invasive mais tend à surestimer la pression intra-oculaire. Cela en fait un bon instrument de dépistage mais elle est moins adapté que les méthodes traditionnelles pour le suivi d'un glaucome.
Tonomètre à aplanation de Goldmann et Perkins (aplanomètre)
Considéré comme standard, il estime la force pour aplatir la surface sphérique de la cornée. Méthode plus sûre et plus rapide mais avec une variabilité des mesures inter-utilisateurs.
Tonomètre à rebond
Une petite bille à usage unique très légère vient rebondir sur la cornée de façon à peine perceptible par le patient. Les résultats obtenus sont très reproductibles et l'examen ne nécessite aucune prémédication par voie oculaire, même chez les enfants les plus jeunes. Il existe même des modèles permettant au patient de mesurer sa PIO à domicile. Ce type de tonomètre est particulièrement recommandé en période de pandémie, car son utilisation ne génère aucun aérosol susceptible de transmettre bactéries et virus.

## Sources
1. ↑  « La tonométrie à air est-elle encore fiable ? », sur EM-Consulte (consulté le 7 août 2020).
2. ↑  « Évaluation clinique du tonomètre dynamique Icare® », sur EM-Consulte (consulté le 7 août 2020).